# Coronatum
Coronatum is een geslacht van zeekomkommers uit de familie Sclerodactylidae.

## Soorten
- Coronatum baiensis Martins & Souto, 2012